# Anna Berreiter
Anna Berreiter (ur. 3 września 1999 w Berchtesgaden‎) – niemiecka saneczkarka, wicemistrzyni olimpijska z Pekinu 2022, wielokrotna medalistka mistrzostw świata i mistrzostw Europy.

## Osiągnięcia

### Igrzyska olimpijskie
| Rok  | Miejsce | Jedynki | Sztafeta |
| ---- | ------- | ------- | -------- |
| 2022 | Pekin   | 2.      | -        |

### Mistrzostwa świata
| Rok  | Miejsce   | Jedynki | Jedynki U23 | Jedynki-sprint | Sztafeta |
| ---- | --------- | ------- | ----------- | -------------- | -------- |
| 2020 | Soczi     | 6.      | 1.          | 9.             | -        |
| 2021 | Königssee | 4.      | 1.          | 2.             | -        |
| 2023 | Oberhof   | 1.      | nie dotyczy | 3.             | 1.       |
| 2024 | Altenberg | 24.     | nie dotyczy | 13.            | -        |
| 2025 | Whistler  | 11.     | nie dotyczy | nie rozgrywano | -        |

### Mistrzostwa Europy
| Rok  | Miejsce      | Jedynki | Jedynki U23 | Sztafeta |
| ---- | ------------ | ------- | ----------- | -------- |
| 2020 | Lillehammer  | 11.     | 3.          | -        |
| 2021 | Sigulda      | 14.     | 4.          | -        |
| 2022 | Sankt Moritz | 7.      | 2.          | -        |
| 2023 | Sigulda      | 1.      | nie dotyczy | 2.       |
| 2024 | Igls         | 3.      | nie dotyczy | -        |
| 2025 | Winterberg   | 5.      | nie dotyczy | -        |

### Puchar Świata

#### Miejsca w klasyfikacji generalnej
| Sezon     | Jedynki | Jedynki (klasyczne) | Jedynki (sprint) |
| --------- | ------- | ------------------- | ---------------- |
| 2019/2020 | 4.      | nie dotyczy         | 7.               |
| 2020/2021 | 19.     | 19.                 | 20.              |
| 2021/2022 | 4.      | 4.                  | 4.               |
| 2022/2023 | 3.      | 3.                  | 6.               |
| 2023/2024 | 2.      | 2.                  | 8.               |
| 2024/2025 | 6.      | nie dotyczy         | nie dotyczy      |